# Nathan Hannover
Nathan ben Moses Hannover, auch Nathan Nata oder Neta, hebräisch נתן נטע הנובר, (geb. um 1610; gest. 14. Juli 1683) war ein jüdischer Gelehrter und Historiker, der vor den verheerenden Pogromen im Rahmen des Chmelnyzkyj-Aufstands der ukrainischen Kosaken und Landbevölkerung gegen die polnische Herrschaft aus Polen floh und Chronist dieser Pogrome wurde.

## Leben
Möglicherweise wurde er in Krakau geboren. Hannover lebte mit seiner Ehefrau in Isjaslaw (Wolhynien) als Talmud-Lehrer, als sein Dorf im Rahmen des Chmelnyzkyj-Aufstandes 1648 wie hunderte andere jüdische Gemeinden zerstört wurde, wobei die meisten Einwohner ermordet wurden. Auch zahlreiche Polen und katholische Geistliche wurden getötet, insgesamt wurden über 100.000 Menschen ermordet. Obwohl sich der Aufstand gegen die polnische Herrschaft richtete, fanden ausgedehnte Pogrome an Juden statt (motiviert durch die Verwaltungsposten, die viele Juden bei den Polen hatten, und ihre Rolle im Handel und als Steuerpächter der polnischen Adligen). Das Pogrom war für die Juden Osteuropas von einschneidender Bedeutung (siehe Geschichte der Juden in Polen). Die überlebenden Juden der Gegend flohen in großer Zahl aus Polen nach West- und Mitteleuropa. Hannover floh über Prag, Deutschland und die Niederlande nach Venedig, wo er sich dem Studium der Kabbala bei Ḥayyim Cohen, Moses Zacuto und Samuel Aboab widmete. 1662 wurde er Rabbi in Iași (Jassy). Nach einigen Angaben lebte er zuletzt in Italien und starb dort. Nach anderen Angaben war er Richter (Dajan) in Ungarisch-Brod, wo er im Krieg zwischen dem Habsburgerreich und der Türkei durch türkische Soldaten starb.
Bekannt wurde er durch sein Buch über das von ihm erlebte Pogrom, Jawen Mezulah (Yeven Mezulah), erschienen in Hebräisch in Venedig 1653. Der Titel stammt aus Psalm 69 ((Ich versinke in) tiefem Schlamm).
Das Buch schildert neben den Grausamkeiten der Verfolgung auch das damalige Leben der Juden in Osteuropa und geht auch auf die sozialen Ursachen der Rebellion ein. Es wurde 1687 ins Jiddische übersetzt, 1720 ins Deutsche und ins Russische, Französische, Polnische und Englische.
Von Hannover stammen noch mehrere andere Werke. Bekannt unter askenasischen Juden war auch sein kabbalistisches Gebetbuch Sha'are Ẓiyyon, das zuerst in Prag 1662 erschien. Das Werk wurde im Jahr 1755 durch die römisch-katholische Glaubenskongregation auf den Index gesetzt.

## Schriften
- Ausgaben von Yeven Metsulah:
  - Nathan Hanover: Jawen Mezulah, deutsch von Benjamin II., Vorwort Meyer Kayserling, Hannover 1863 (nach der französischen Übersetzung bearbeitet von J. Lelewel). Benjamin II. veröffentlichte auch schon die französische Übersetzung von Daniel Levy 1855
  - Abyss of Despair (Yeven Metzulah), englische Übersetzung von Abraham Mesch, Bloch Publishing, New York 1950